# Sloučín
Sloučín (dříve též Sloučeň, německy Slaucžin) je osada a katastrální území v okrese Strakonice v Jihočeském kraji. Je součástí obce Novosedly. Nachází se asi 8 km západně od severovýchodně od Strakonic. V roce 2021 zde žilo 13 obyvatel v sedmi domech.
Ve Sloučíně se nachází kaple svatého Vavřince, výklenková kaple svatého Jana Nepomuckého, kříž a boží muka. Je zde rovněž dřevěná meteostanice. Protéká tudy Sloučínský potok, který se vlévá do Novosedelského potoka a na němž se zde nacházejí tři bezejmenné rybníčky.
Je zde registrováno 8 čísel popisných: 123, 124, 125, 126, 127, 128, 129 a 150. Končí zde krátká silnice III/1723, která vychází ze silnice III/1722 procházející východně od osady.

## Historie
Zmíněn v urbáři strakonického panství z roku 1569. Ves přifařena do Volenic. Po polovině 16. století poplužní dvůr rozdělen na dva poddanské dvory. Jeden z nich se před rokem 1674 stal sídlem drobné šlechty. Vystřídalo se zde několik rodů a okolo 18. století se opět stal součástí strakonického panství.

## Obyvatelstvo
| Rok            | 1869 | 1880 | 1890 | 1900 | 1910 | 1921 | 1930 | 1950 | 1961 | 1970 | 1980 | 1991 | 2001 | 2011 | 2021 |
| -------------- | ---- | ---- | ---- | ---- | ---- | ---- | ---- | ---- | ---- | ---- | ---- | ---- | ---- | ---- | ---- |
| Počet obyvatel | 48   | 58   | 66   | 73   | 73   | 67   | 56   | 28   | –    | 22   | 22   | 16   | 7    | 11   | 13   |
| Počet domů     | 7    | 7    | 8    | 9    | 9    | 9    | 9    | 6    | –    | 7    | 7    | 8    | 9    | 6    | 7    |